# 中白蝴蝶魚
中白蝴蝶魚為輻鰭魚綱鱸形目蝴蝶魚科的一種。

## 分布
本魚分布於西印度洋，包括紅海及亞丁灣等海域。

## 深度
水深5~20公尺。

## 特徵
本魚體呈方圓形，吻短，體色相當特別，頭部為銀色，有一黑色條紋通過眼睛。身體則從亮藍色逐漸轉變成紅褐色。體側有數十條垂直的黑色條紋。尾鰭黑色，有一白色「新月形」的條紋。體長可達13公分。

## 生態
本魚棲息在珊瑚礁，常成對出現。

## 經濟利用
可做為觀賞魚。